# Stazione di Sakuragichō
La stazione di Sakuragichō (桜木町駅?, Sakuragichō-eki) è una stazione ferroviaria della città giapponese di Yokohama, nella prefettura di Kanagawa. Si trova nel quartiere di Naka-ku ed è servita dalla linea Keihin-Tōhoku, parte della linea Negishi della JR East. Realizzata nel 1872, è una delle più antiche stazioni ferroviarie del Giappone.

## Linee
- East Japan Railway Company
- ■ Linea Keihin-Tōhoku

## Struttura

### Stazione JR
La stazione JR di Sakuragichō è realizzata su un viadotto, con due marciapiedi a isola centrali serventi quattro binari
| 1   | ■ Linea Keihin-Tōhoku |  | per Isogo e Ōfuna                            |
| 2   |                       |  | solo discesa                                 |
| 3-4 | ■ Linea Keihin-Tōhoku |  | per Kawasaki, Shinagawa, Tokyo, Ueno e Ōmiya |
| 3-4 | ■ Linea Yokohama      |  | per Shin-Yokohama, Machida e Hachiōji        |

### Stazione della metropolitana
| 1 | Linea blu |  | per Kannai, Totsuka e Shōnandai       |
| 2 | Linea blu |  | per Yokohama, Shin-Yokohama e Azamino |

## Stazioni adiacenti
| «                             | Servizio                      | »                             |
| Linea Keihin-Tōhoku - Negishi | Linea Keihin-Tōhoku - Negishi | Linea Keihin-Tōhoku - Negishi |
| ----------------------------- | ----------------------------- | ----------------------------- |
| Yokohama                      | -                             | Kannai                        |
| Linea Blu                     |                               |                               |
| Kannai                        | -                             | Takashimachō                  |